# ماريو غوتزه
ماريو غوتزه (بالألمانية: Mario Götze)، (مواليد 3 يونيو 1992)، هو لاعب كرة قدم ألماني يلعب كوسط هجومي لصالح نادي آينتراخت فرانكفورت وعلى الرغم من أنه يفضل صناعة اللعب إلا أنه يستطيع اللعب أيضاً كمهاجم وهمي كما أنه لاعب متعدد المراكز يمكنه اللعب كجناح. يُعتبر غوتزه أحد أفضل اللاعبين الشباب في كرة القدم في فترة من الفترات حيث يمتلك السرعة والتقنيات العالية والقدرة على صناعة اللعب، وقد وصفه المدير التقني للاتحاد الألماني عام 2010 ماتياس سمر بـ«أحد أفضل المواهب في تاريخ الكرة الألمانية».
لعب غوتزه في صفوف بوروسيا دورتموند بين عامي 2009 و2013، حيث استطاع الفوز بلقبين للدوري الألماني موسمي 2010-11 و2011-12 كما حقق رفقة النادي الأصفر والأسود لقب كأس ألمانيا عام 2012 وكان أحد أعضاء الفريق التي بلغ المباراة النهائية لدوري أبطال أوروبا 2013، قبل أن ينتقل لبايرن ميونيخ صيف عام 2013 بعد دفع النادي البافاري قيمة الشرط الجزائي في عقده والذي يبلغ 37 مليون يورو، وبهذه الصفقة يعتبر غوتزه حالياً ثاني أغلى لاعب ألماني حتى الآن بعد مسعود أوزيل، ثمّ رجع مرة أخرى لدورتموند صيف 2016
انضم غوتزه لأول مرة لصفوف المنتخب الألماني عام 2010 عندما كان لا يزال بعمر الـ18، كما كان ضمن صفوف المنتخب الذي شارك في يورو 2012، وبعدها بسنتين استطاع غوتزه تسجيل هدف فوز الألمان بكأس العالم 2014.

## مسيرته الكروية

### بوروسيا دورتموند

#### بدايته الكروية

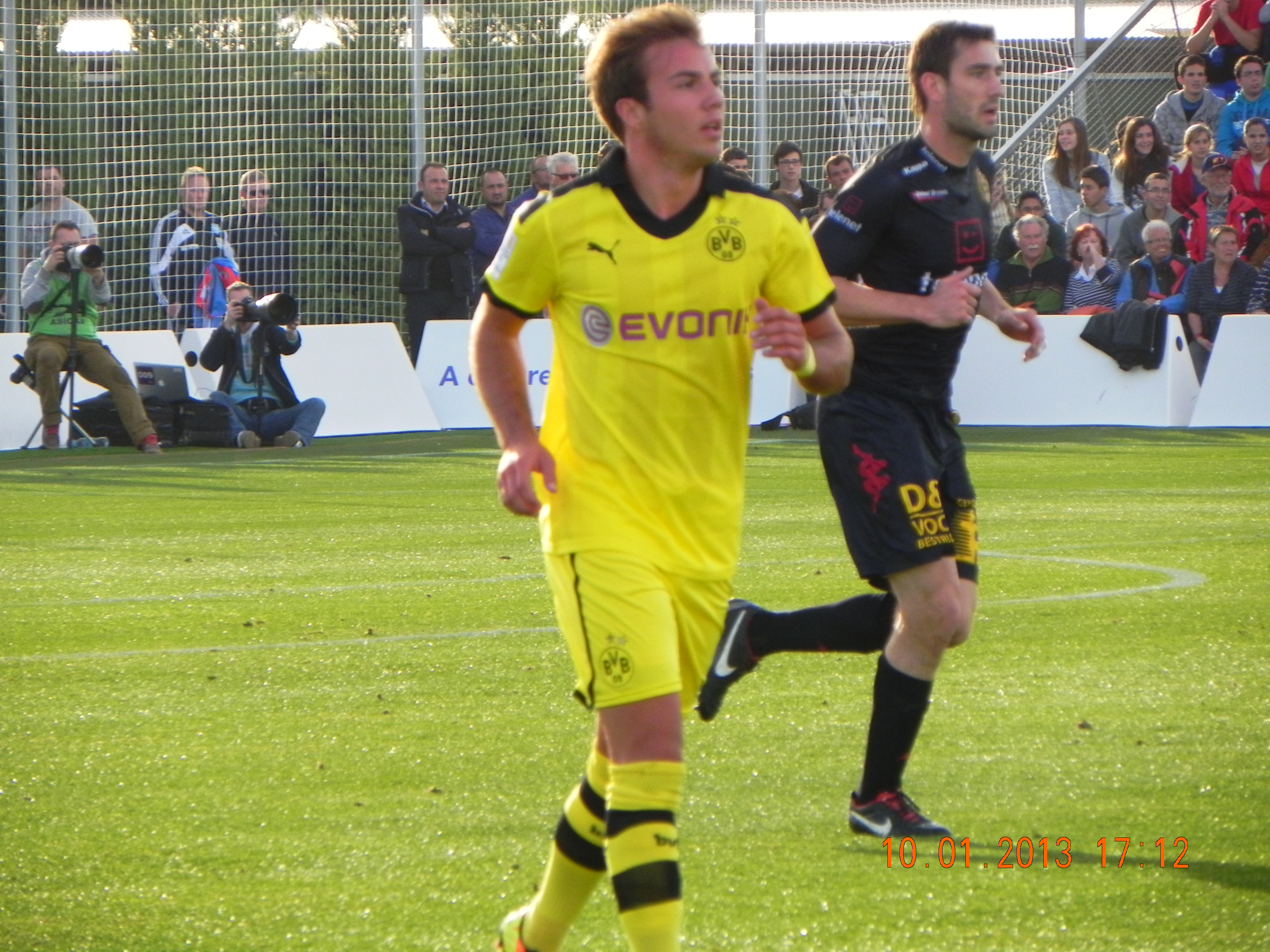
غوتزه يلعب مع بوروسيا دورتموند

بدأ ماريو غوتزه مسيرته الكروية في أكاديمية دورتموند للنائشين حيث التحق بها وهو بعمر الثامنة ليتدرج فيها ويخوض أول مباراة احترافية له في الدوري الألماني بقميص بوروسيا دورتموند في الـ21 من نوفمبر 2009 بمواجهة ماينز في لقاء انتهى بالتعادل السلبي حيث دخل كبديل للاعب البولندي بلاتشيفوسكي في الدقيقة 88. خلال العطلة الشتوية لموسم 2009–10 من البوندسليغا قام مدرب بوروسيا دورتموند يورغن كلوب بترقية غوتزه إلى صفوف الفريق الأول حيث استغل اللاعب الشاب هذه الفرصة بأفضل طريقة ليفرض نفسه كعنصر أساسي في موسم 2010–11 حيث توج فريقه باللقب واستطاع هو احراز 8 أهداف و11 تمريرة حاسمة.
استهل غوتزه موسم 2010–11 بخسارة كأس السوبر الألماني بمواجهة شالكه. وتعرض في شهر يناير لإصابة في الورك أبعدته عن الملاعب لفترة.
في 27 مارس 2012 تم الإعلان عن توقيع غوتزه لعقد جديد من بوروسيا دورتموند يمتد لغاية 2016، لكن هذا العقد الجديد كان يحتوي على بند جزائي يتيح لأي نادي شراء اللاعب بـ37 مليون يورو. بعد التوقيع صرح غوتزه بـ«أن الجميع يعلم كم أنا مرتاح في دورتموند وأن النادي ما زال في طور النمو وأنا أتطلع لأكون جزءاً من عملية التطوير».
التحق غوتزه بالفريق عائداً من الإصابة في أبريل من عام 2012 وكانت أول مشاركة له بمباراة رسمية بعد أن دخل من مقاعد البدلاء في مواجهة بوروسيا مونشيغلادباخ. وقد استطاع مساعدة دورتموند في الفوز بلقب الدوري الألماني لموسم 2011–12 حيث حطم الفريق الرقم القياسي لأكثر عدد نقاط مسجلة في موسم واحد بعد تمكنهم من حصد 81 نقطة (عاد بايرن ليحطم الرقم في الموسم اللاحق). وفاز غوتزه أيضاً بلقب كأس ألمانيا للموسم ذاته بعدما تغلب دورتموند على بايرن ميونيخ بنتيجة 5-2 في نهائي المسابقة، وقد أنها غوتزه الموسم برصيد 7 أهداف و8 تمريرات حاسمة في كل المسابقات التي شارك بها رفقة ناديه.

#### موسم 2012–13
بدأ غوتزه موسم 2012–13 بخسارة كأس السوبر الألمانية. وفي أول مباراة له في الدوري شارك غوتزه كبديل أمام فيردير بريمن حيث استطاع تسجيل هدف الانتصار لتنهي المباراة بفوز دورتموند بنتيجة 2-1. لاحقاً في 19 ديسمبر استطاع ماريو تسجيل ثلاثية ليقود فريقه للفوز على هانوفر بنتيجة 5-1 وذلك في إطار الدور الثالث من مسابقة كأس ألمانيا.
استمر تألق غوتزه في هذا الموسم حيث تمكن من تسجيل هدف وإعطاء تمريرة حاسمة خلال فوز دورتموند على شاختار دونيتسك في 5 مارس 2013 ليتمكن فريقه من التأهل إلى ربع نهائي دوري الأبطال للمرة الأولى منذ 15 سنة متفوقاً على بطل أوكرانيا بنتيجة 5-2 على مدار مبارتي دور الثمانية. ليتمكن بعدها غوتزه من مساعدة فريقه على الوصول لنهائي البطولة بعد تخطي كل من مالقة وريال مدريد الإسبانيين في الدورين الربع نهائي والنصف النهائي على التوالي. لكن غوتزه وبعد إصابته في مباراة إياب نصف النهائي أمام ريال مدريد لم يتمكن من خوض المباراة النهائية على ملعب ويمبلي أمام بايرن ميونيخ والتي خسرها فريقه بنتيجة 2-1 بعد هدف متأخر من نجم البايرن آريين روبن.
في موسمه الأخير مع دورتموند شكٌل غوتزه ثنائياً مميزاً مع زميله في الفريق والمنتخب الألماني ماركو ريوس واستطاع غوتزه إحراز 16 هدف و13 تمريرة حاسمة خلال مشاركاته مع فريقه خلال هذا الموسم.

### بايرن ميونيخ
في 23 أبريل 2013 تم الإعلان عن انتقال غوتزه لصفوف بايرن ميونيخ ابتداءً من 1 يوليو 2013 وذلك بعدما دفع الفريق البافاري مبلغ 37 مليون يورو المنصوص عليه كبندٍ جزائي في عقد اللاعب. هذا الانتقال جعل من غوتزه وقتها أغلى لاعب ألماني في التاريخ (قبل أن يتحطم الرقم بعد انتقال مسعود أوزيل من ريال مدريد إلى أرسنال). وقد ادّعى مدرب دورتموند يورغن كلوب وقتها أن سبب انتقال غوتزه إلى البايرن هو أن اللاعب يرغب في اللعب تحت إدارة مدرب برشلونة السابق بيب غوارديولا ولكنه أبدى امتعاضه من الإعلان عن الانتقال قبل 36 ساعة من مباراة فريقه في نصف نهائي دوري الأبطال بمواجهة ريال مدريد. وقد صرح كلوب لاحقاً أيضاً أن دورتموند لم يكونوا يمتلكون أي فرصة لإقناع غوتزه بالبقاء معهم وذلك لأنه وبحسب أقواله أن غوارديولا كان يرغب كثيراً في التوقيع معه.

#### موسم 2013–14

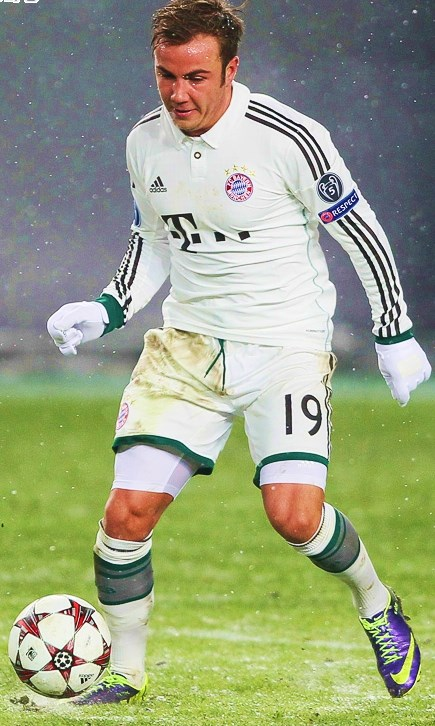
ماريو غوتزه مع بايرن ميونخ

خاض غوتزه مباراته الأولى بقميص بايرن ميونيخ في 11 أغسطس 2013 حيث دخل كبديل لميتشيل وايزر في الدقيقة 60 في مباراة أمام بطل هنغاريا وقد استطاع وقتها تسديل هدفين لفريقه في المباراة الودية التي انتهت بنتيجة 4-1. وقد خاض أول مباراة له مع البايرن في الدوري في 24 أغسطس 2013 بمواجهة ماينز حيث دخل أيضاً كبديل واستطاع صناعة تمريرتين حاسمتين ساهمتا بمساعدة فريقه بقلب تأخره إلى فوز بنتيجة 4-1.
في 23 أوكتوبر من عام 2013 سجل غوتزه أولى أهدافه الرسمية مع بايرن ميونيخ وذلك في المباراة التي فاز فيها فريقه على أرضه بنتيجة 5-0 على فيكتوريا بيلزن في إطار منافسات دوري أبطال أوروبا كما أعطى تمريرة حاسمة لزميله باستيان شفاينشتايغر. في 26 أوكتوبر 2013 دخل غوتزه كبديل لتوني كروس في الدقيقة 25 ليسجل أولى أهدافه في البوندسليغا بقميص البايرن وذلك عبر رأسية ليساعد فريقه على الفوز بنتيجة 3-2 على هيرتا برلين. في 2 نوفمبر عاد إلى التشكيلى الأساسية في المباراة التي انتصر فيها البايرن على هوفنهاين بنتيجة 2-1. وفي 23 نوفمبر سجل أول أهداف فريقه عندما فاز بنتيجة 3-0 خارج أرضه على غريمه وفريق غوتزه السابق بوروسيا دورتموند. ليسجل بعدها مباشرةً أمام سسكا موسكو في دوري الأبطال  وفي 7 ديسمبر ساهم غوتزه بهدف وتمريرة حاسمة عندما اكتسح البايرن فيردر بريمن بنتيجة 7-0 خارج أرضه. ليسجل بعدها هدفاً طويل المدى أمام غوانغزهو الصيني في بطولة العالم للأندية حيث فاز فريق 3-0 وتأهل للنهائي الذي فاز به بنتيجة 2-0 بمواجة الرجاء اليضاوي المغرب.
في 24 يناير 2014 شارك غوتزه بمركز المهاجم الوهمي وسجل هدف بمواجهة بوروسيا مونشنغلادباخ ليقود فريقه للفوز بنتيجة 2-0. في 25 مارس سجل مجدداً خلال فوز فريقه بنتيجة 3-1 أمام هيرتا برلين وهو الفوز الذي ضمن حصول بايرن ميونيخ على لقب الدوري الألماني لموسم 2013-2014. ليعود غوتزه بعدها ويسجل هدفين وتمريرتين حاسمتين خلال فوز فريقه بنتيجة 4-1 على نادي هامبورغ في 3 مايو 2014. في 17 مايون لعب ماريو غوتزه 120 دقيقة كاملة بمواجهة فريق السابقة بوروسيا دورتموند في إطار نهائي كأس ألمانيا والذي انتهت بفوز البايرن بنتيجة 2-0 بعد لعب الأشواط الإضافية ليحرز الفريق ثاني بطولاته في ذلك الموسم.، وقد اعتبر موسم غوتزه الأول مع بايرن ميونيخ خليطاً من النجاحات كما اللحظات الصعبة وقد استطاع خلاله تسجيل 15 هدفاً بالإضافة إلى تزويد زملائه بـ14 تمريرة حاسمة.

#### موسم 2014–15

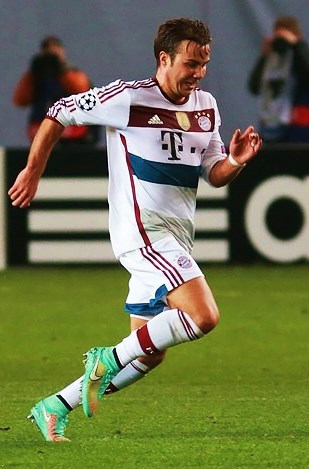
غوتزه في أكتوبر 2014

بعدما ساعد غوتزه منتخب بلاده في الفوز بكأس العالم 2014 عبر إحرازه لهدف النهائي الوحيد في الوقت إلإضافي، بدأ اللاعب الشاب الموسم الجديد رفقة ناديه البافاري بدخوله من على مقاعد البدلاء في المباراة التي خسرها فريقه بنتيجة 2-0 أمام بوروسيا دورتموند في نهائي كأس السوبر الألمانية. في الـ17 من أغسطس سجل غوتزه أول أعدافه في الموسم الجديد بواجهة بروخين مونستر في الدور الأول لكأس ألمانيا. ومن ثم لعب في افتتاحية الدوري في 22 أغسطس كأساسي أمام وولفسبورغ حيث لعب 62 دقيقة ليساهم بفوز فريقه بنتيجة 2-1.، في 23 سبتمبر 2014 سجل هدفين بمواجهة بيديربورن. ليعود ويسجل ثنائية في 18 أوكتوبر هذه المرة أمام فيردر بريمن. وفي 28 أوكتوبر 2014 أعلنت الفيفا عن انضمام غوتزه للائحة الـ23 لاعب المرشحين للفوز بالكرة الذهبية. وفي 22 نوفمبر سجل غوتزه هدف جميل من مسافة طويلة عندما فاز بايرن على هوفينهايم بنتيجة 4-0 وقد تم اختيار الهدف كأجمل هدف في البوندسليغا لذلك الأسبوع. وفي 14 فبراير 2015 عاد غوتزه ليسجل ثالث ثنائية له في الموسم وليضيف إليها تمريرة حاسمة أثناء فوز فريقه بنتيجة 8-0 على هامبورغ
في 28 أبريل 2015 كان غوتزه أحد 4 لاعبين من بايرن ميونيخ أضاعوا ركلات جزاء ترجيحية في المباراة التي خسرها بايرن ميونيخ بنتيجة 0-2 في ضربات الجزاء في إطار نصف نهائي كأس ألمانيا. في مايو تلقى غوتزه انتقادات من فرانتز بيكنباور واعتبره لا يقدم الأداء الجيد ولا يتمتع بالعزيمة المطلوبة. لكن على الجهة الأخرى تلقى اللاعب دعماً من زميله في الفريق أريين روبن الذي قال «يجب أن يأخذ اللاعب الخبرة المطلوبة، فتعلم كيفية التأقلم مع ظروف معينة يساعد اللاعب على أن يصبح أقوى، يمكن للإنتقاد أن يشكل عاملاً إيجابياً في التطور ويجب التحلي بالروح القتالية في هذه الظروف». أنهى غوتزه هذا الموسم وبرصيده 15 هدفاً أحرزها خلال مشاركته في 48 مباراة رسمية.

### العودة إلى بوروسيا دورتموند

#### موسم 2016–17
بعدما أصبح كارلو أنشيلوتي مدرباً للنادي البافاري لم يكن لماريو غوتزة مكاناً في تشكيلته فنصحه أن يبحث عن نادٍ آخر يناسبه فاختار العودة إلى نادي بوروسيا دورتموند ليلتقي بصديقه القديم ماركو رويس. ففي 21 يوليو 2016، أكد غوتزه عودته إلى صفوف ناديه السابق بوروسيا دورتموند، بموجب عقد مدته أربع سنوات. وقد ذكر أيضًا أنه يأسف لقراره بالانضمام إلى بايرن ميونخ قبل ذلك بثلاث سنوات. وفي 11 سبتمبر 2016، لعب غوتزه أول مباراة رسمية بعد عودته، ضد فريق آر بي لايبزيغ وفيها خسر فريقه بنتيجة 1-0. وعلى الرغم من الخسارة، تلقى غوتزه العديد من الإشادات جراء ما قدمه في تلك المباراة. بعد بثلاثة أيام فقط، سجل غوتزه هدفه الأول لدورتموند منذ فوز فريقه بنتيجة 6-1 على البوندسليجا على غريثر فورث في أبريل 2013. حيث سجل هدف الافتتاح ضد ليغيا وارسو في المباراة التي انتهت بفوز تاريخي قوامه 6-0 في دور المجموعات بدوري أبطال أوروبا.
بعدما أخد وقته في التكيف مع طريقة لعب نادي بوروسيا دورتموند، تمكن غوتزه من استرجاع مستواه المعهود، حيث واجهه فريق السابق بايرن ميونخ في 20 نوفمبر 2016. حيث صنع غوتزه الهدف فريقه الوحيد في المباراة والتي انتهت بنتيجة 1-0. بعد بأربعة أسابيع تقريبًا، سجل غوتزه أول هدف له في البوندسليجا منذ عودته إلى دورتموند، ضد نادي هوفنهايم في المباراة التي انتهت بالتعادل الإيجابي 2-2. في فبراير من عام 2017، تم عانى غوتزه من مرض غامض، وقد حددته وسائل الإعلام على أنه اعتلال عضلي، وهو مرض التمثيل الغذائي الذي يمكن أن يسبب له شهورِاً بالتعب وزيادة الوزن. وقد قيل أن المرض يفسر بعض مشاكل اللياقة البدنية غوتزه خلال المواسم العديدة السابقة مع بايرن وعند عودته إلى دورتموند. أنهى غوتزه ذلك الموسم بهدفين من 16 مباراة شارك فيها

#### موسم 2017–18
عاد غوتزه إلى الملاعب في 14 يوليو 2017 بعد غياب طويل بسبب اصابته باضطراب أيضي، حيث شارك في مباراة ودية ضد نادي أوراوا رد دايموندز الياباني وانتهى اللقاء بنتيجة 3-2 لنادي بوروسيا. في 19 أغسطس 2017 لعب غوتزه أول مباراة رسمية منذ بداية 2017، حيث استطاع فريقه أن يفوز خارج أرضه ضد نادي فولفسبورغ بنتيجة 3-0 في المباراة الأولى من موسم 2017–18، حيث استطاع غوتزه من صناعة أحد الأهداف الثلاثة. بعد تلك المباراة، أشاد مدربه بيتر بوش بأداء غوتزه، لكنه سرعان ما حذره قائلاً «إنه يحتاج إلى توخي الحذر مع لاعب خط الوسط من أجل الحصول على الشفاء التام». أنهى غوتزه ذاك الموسم بهدفين بعدما شارك في 32 مباراة.

#### موسم 2018–19
في 9 فبراير من عام 2019، سجل غوتزه هدفه الخمسين في الدوري الألماني، بعدما سجل هدف التعادل لفريقه ضد فريق نادي هوفنهايم ولتنتهي المباراة بالتعادل الإيجابي فيما بينهم بنتيجة 3-3. وبذلك الهدف إستطاع غوتزه من الحفاظ على سجله الخالي من الخسائر في حال تسجيله هدف في المباراة لـ 43 مباراة.

#### موسم 2019–20
في اليوم الافتتاحي من موسم 2019–20، ظهر ماريو غوتزه في المشاركة ال 200 مه نادي بوروسيا دورتموند، حيث شارك كبديل في الشوط الثاني. في مباراة انتهت بفوز فريقه بنتيجة 5-1 ضد نادي آوغسبورغ.

### بي أس في آيندهوفن
في 6 أكتوبر 2020 ، انضم جوتزه إلى آيندهوفن في صفقة انتقال حر ، ووقع عقدا لمدة عامين. سجل غوتزه في أول ظهور له في آيندهوفن ، وهو الفوز 3–0 خارج أرضه في زفوله في 18 أكتوبر.
في 21 يوليو 2021 ، سجل جوتزه هدفين ضد غلطة سراي في مباراة الذهاب من الدور المؤهل الثاني لدوري أبطال أوروبا. في 7 أغسطس/آب، سجل غوتزه هدفا في فوز يوهان كرويف شيلد 4-0 على منافسه أياكس، مما ساعد بدوره على إنهاء سلسلة أياكس التي استمرت 17 مباراة دون هزيمة.
في 6 سبتمبر 2021 ، وقع غوتزه عقدا جديدا مع آيندهوفن حتى عام 2024.

### آينتراخت فرانكفورت
في 21 يونيو 2022، وقع غوتزه عقدا لمدة ثلاث سنوات مع آينتراخت فرانكفورت بطل الدوري الأوروبي 2022.

## مسيرته الدولية

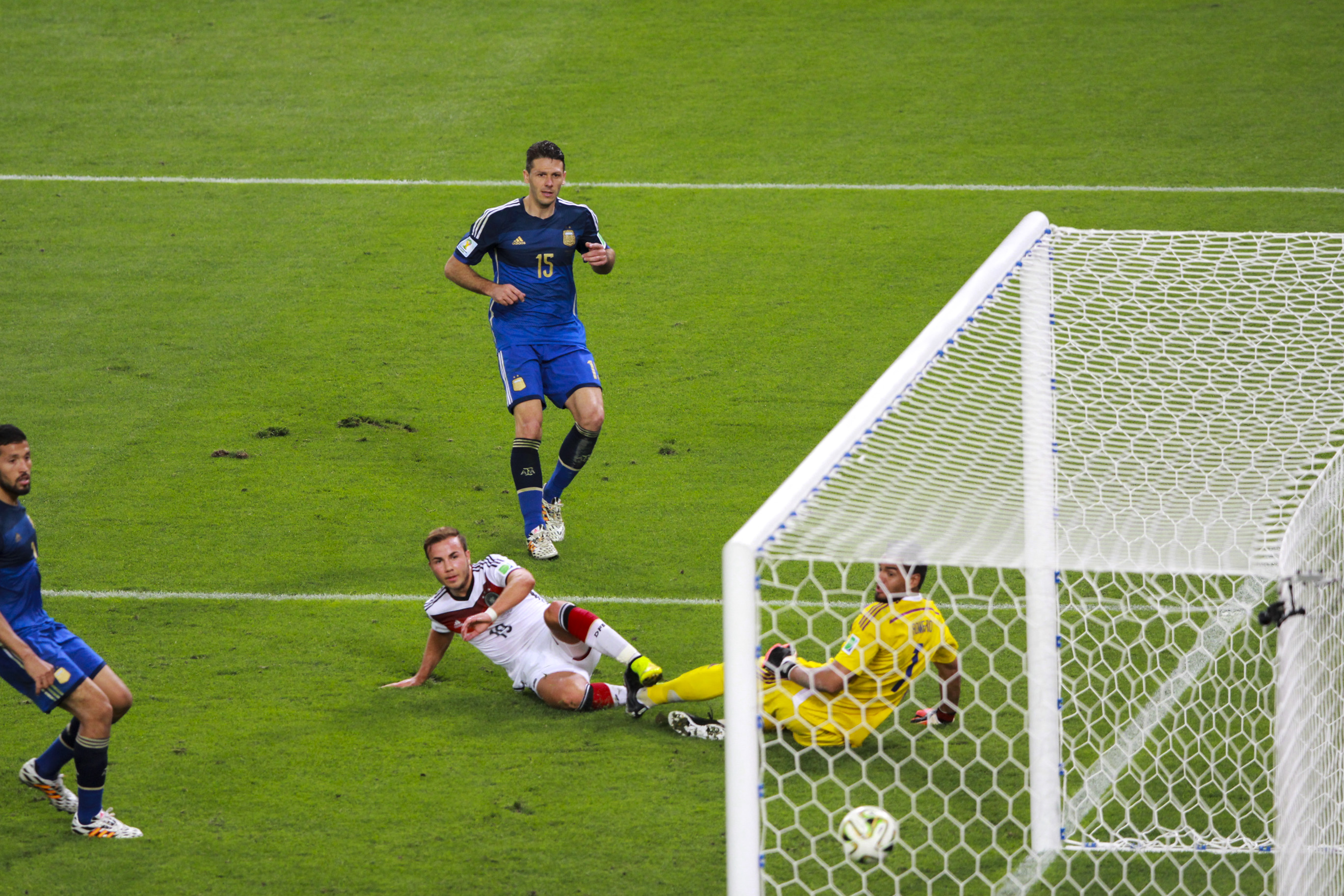
غوتزه يسجل هدف فوز ألمانيا بكأس العالم 2014 في الشوط الإضافي الثاني من عمر المباراة

### بداياته
تدرج غوتزه في مختلف الفئات العمرية قبل أن يتم استدعائه لتمثيل منتخب ألمانيا الأول في مباراة بمواجهة المنتخب السويدي في 17 نوفمبر 2010 حيث شارك كبديل لزميله في بوروسيا دورتموند كيفن غرويسكرويتز في الدقيقة 78 في المباراة التي انتهت بالتعادل السلبي. وقد أصبح بذلك أًصغر لاعب يمثل الفريق الدولي الألماني منذ أوي سيلر. وقد أصبح هو وشورله أول لاعبين للمنتخب الألماني مولودين في ألمانيا الموحدة (حيث بدءا مسيرتهم الدولية في نفس المباراة ودخلا كبديلين بنفس الدقيقة). وقد ظهر غوتزه مع المنتخب في مباراته الثانية بمواجهة إيطاليا في 9 فبراير 2011.
أتت أول أهداف غوتزه مع المنتخب بمواجهة المنتخب البرازيلي في 20 أغسطس 2011 وكا وقتها ما زال بعمر 19 سنة و68 يوم ليصبح بذلك مع كلوس ستومر أصغر لاعبين يسجلان للمنتخب الألماني في مرحلة ما بعد الحرب. وأما أول مشاركة له في بطولة رسمية مع المنتخب فكانت في يورو 2012 حيث دخل من على مقاعد الاحتياط أثناء مباراة ألمانيا واليونان.

### كأس العالم 2014
شارك غوتزه كأساسي في أولى مباريات منتخب ألمانيا في كأس العالم 2014 بمواجهة البرتغال حيث استطاع تسجيل الهدف الافتتاحي للمباراة التي انتهت بنتيجة 4-0. في المباراة الثانية بمواجهة غانا سجل أيضاً الهدف الأول في وتم إعلانه أفضل لاعب في المباراة التي انتهت بالتعادل الإيجابي 2-2. ومن ثم لعب فقط 14 دقيقة في مباراة منتخب بلاده الأخيرة في دوري المجموعات والتي فاز فيها الألمان بنتيجة 1-0 على المنتخب الأميريكي. ونصف المباراة أمام الجزائر في دور الـ16 حيث فاز فريقه بنتيجة 1-0. وآخر سبع دقائق في ربع نهائي المسابقة التي تأهلت من خلاله ألمانيا إلى النصف النهائي بعد تغلبها على فرنسا بنتيجة 1-0 ولم يشارك غوتزه في النصف النهائي حيث اكتسحت ألمانيا البرازيل بنتيجة 7-1.
في نهائي كأس العالم 2014 بمواجهة الأرجنتين أدخل مدرب المنتخب لوف غوتزه كبديلاً لميروسلاف كلوزه في الدقيقة 88 من عمر اللقاء وقال له «أظهر للعالم أنك أفضل من ميسي وتستطيع حسم كأس العالم»، ليسجل بعدها غوتزه هدف المباراة الوحيد في الدقيقة 113 بعد أن روض تمريرة أندريه شورله العرضية على صدره قبل أن يرسلها إلى الشباك ليهدي بذلك ألمانيا رابع انتصار لها في كأس العالم. وأصبح بذلك أيضاً أولا لاعب بديل يسجل هدف الفوز بكأس العالم، وأصغر لاعب ليسجل في نهائي كأس العالم بعد مواطنه وولفغانغ ويبر الذي سجل في نهائي الـ1966 وكان أيضاً بعمر 22 سنة. كما تم اختيار غوتزه كأفضل لاعب في المباراة النهائية.

### كأس العالم 2018
بعد أربع سنوات، لم يتم اختيار ماريو غوتزه في تشكيلة المنتخب الألماني الأولية المكونة من 27 لاعبًا من أجل المشاركة في كأس العالم 2018.

## أسلوب لعبه
يستطيع غوتزه اللعب على الجناحين الأيمن والأيسر بالإضافة لمركز المهاجم الوهمي. كما يعتبر غوتزه أحد أبرز المواهب الشابة في العالم لما يمتلكه من سرعة، تقنيات عالية وقدرات على صناعة اللعب. كان غوتزه يتنقل بين العديد من الأدوار المختلفة خلال فترة لعبه في دورتموند تحيث قيادة المدرب يورغن كلوب، في موسم 2012-13 خلف شينجي كاغاوا بمركز لاعب خط الوسط المتقدم بعد رحيل الأخير إلى نادي مانشستر يونايتد الإنجليزي صيف عام 2012. أما في المنتخب الألماني فقد استثمر المدرب الوطني يواكيمم لوف موهبة غوتزه بمركز المهاجم الوهمي.
وكان أسطورة كرة القدم الألمانية فرانتز بيكنباور قد لقب غوتزه عام 2012 بـ«ميسي ألمانيا» نظراً لسريعته وأسلوبه في اللعب. وقبلها في عام 2010 كان المدير التقني للاتحاد الألماني وقتها ماتياس سمر قد صرح بأن غوتزه هو «واحد من أفضل المواهب في تاريخ ألمانيا».

## خارج كرة القدم

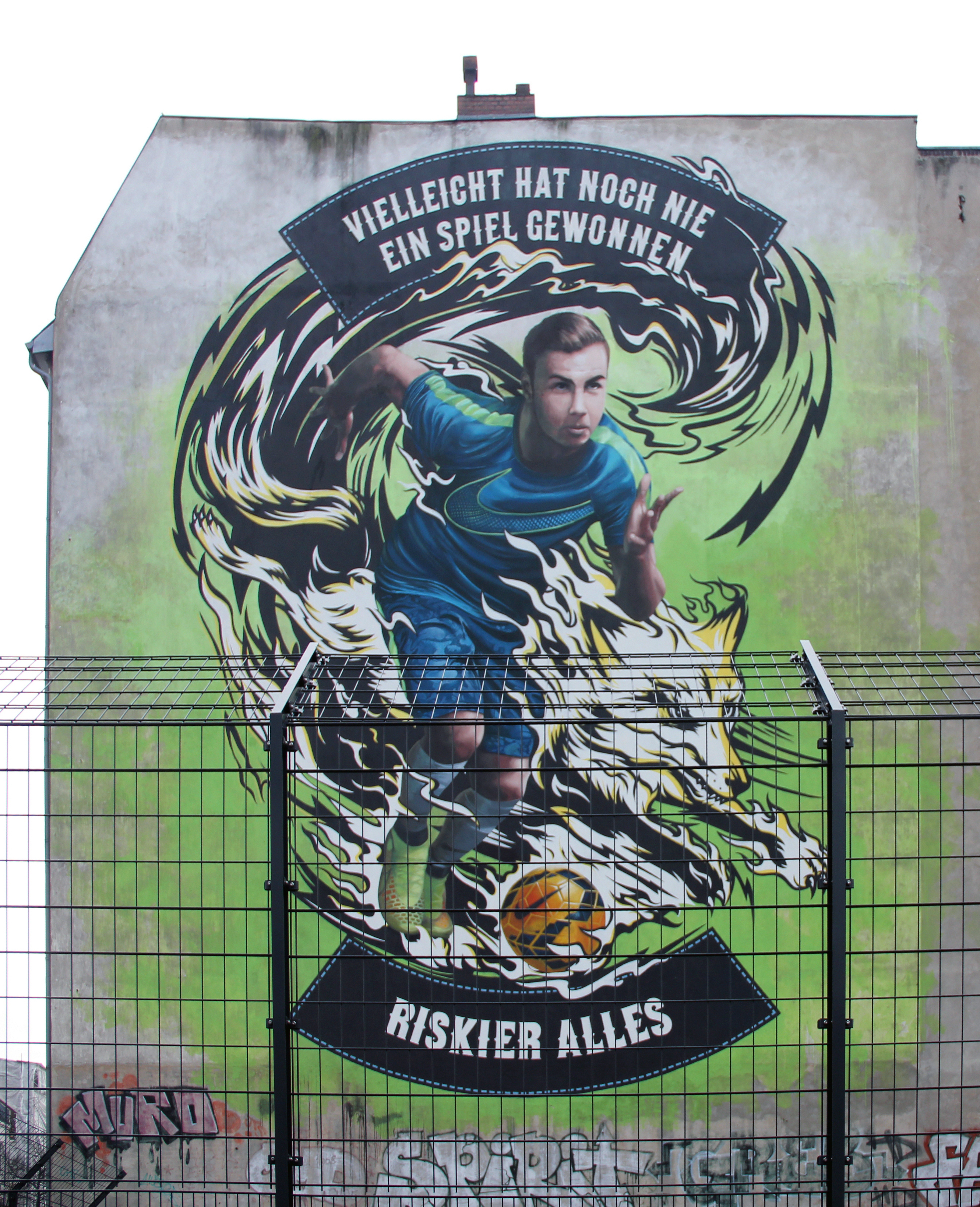
الجداريات، المخاطرة بكل شيء، كنيسيبيكستراس 26، برلين-شارلوتنبورغ، ألمانيا

### الحياة الشخصية
ولد غوتزه في ميمينغين، بافاريا، وعاش في مطلع حياته في دورتموند حيث كان يعمل والده يورغن غوتزه كأستاذ في «جامعة دورتموند». أخوه الكبير فابيان يلعب حالياً كرة القدم في فريق وينترابهنت، أما أخاه فيليكس فهو أيضاً خريج أكاديمية بوروسيا دورتموند للناشئين وحالياً يلعب في نادي بايرن للناشئين أقل من 17 سنة. على الصعيد العاطفي فهو على علاقة مع عارضة الأزياء الألمانية أن-كاثرين برومل منذ عام 2012. وعلى الصعيد الروحي يعتنق اللاعب الدين المسيحي.

### مشاكله الصحية
في أوائل شهر مارس 2017، أفيد أن غوتزه كان يعاني من اضطراب التمثيل الغذائي. تبين لاحقًا أن الحالة الصحية هي اعتلال عضلي، حيث يؤثر الاضطراب العضلي على أنسجة العضلات، مما تسبب في قصور في وظائف العضلة.
في حديثه عن حالته الصحية، أصدر غوتزه بيانًا عبر موقع بوروسيا دورتموند الرسمي وجاء فيه، «أتلقى حاليًا العلاج وسأبذل قصارى جهدي للعودة إلى التدريب ومساعدة فريقي على تحقيق أهدافنا المشتركة».

### الرعاية
وقع غوتزه عام 2011 عقد رعاية مع شركة نايك الأميريكية للملابس والأدوات الرياضية. وقد ظهر في إعلان دعائي لنايكي سبيد غرين إلى جانب كل من إيدين هازارد، تيو والكوت، رحيم سترلنغ، كريستيان إريكسن وستيفان الشعراوي في نوفمبر 2012. وفي مارس 2014 كان غوتزه أحد أول اللاعبين الذين ارتدوا حذاء نايك ماجيستا. كما ظهر كجزء من حملة غالاكسي 6 الدعائية الي أطلقتها شركة سمسونغ الكورية وظهر معه في الإعلان أيضاً كريستيانو رونالدو، ليونيل ميسي، واين روني، رادميل فالكاو، إيكر كاسياس وفرانز بيكنباور. في 14 أغسطس 2014 أعلنت شركة كونامي أن غوتزه سيكون على صورة الغلاف للعبة pro evolution soccer 2015.

## الإحصائيات

### النادي
آخر تحديث 20 ديسمبر 2020.
| النادي           | الموسم        | الدوري          | الدوري | الدوري  | الكأس1 | الكأس1  | قاري2  | قاري2   | أخرى3  | أخرى3   | المجموع | المجموع | مرجع                        |
| النادي           | الموسم        | الدرجة          | الظهور | الأهداف | الظهور | الأهداف | الظهور | الأهداف | الظهور | الأهداف | الظهور  | الأهداف | مرجع                        |
| ---------------- | ------------- | --------------- | ------ | ------- | ------ | ------- | ------ | ------- | ------ | ------- | ------- | ------- | --------------------------- |
| بوروسيا دورتموند | 2009–10       | الدوري الألماني | 5      | 0       | 0      | 0       | —      | —       | —      | —       | 5       | 0       | [ 16 ]                      |
| بوروسيا دورتموند | 2010–11       | الدوري الألماني | 33     | 6       | 2      | 0       | 6      | 2       | —      | —       | 41      | 8       | [ 90 ]                      |
| بوروسيا دورتموند | 2011–12       | الدوري الألماني | 17     | 6       | 2      | 1       | 6      | 0       | 1      | 0       | 26      | 7       | [ 91 ]                      |
| بوروسيا دورتموند | 2012–13       | الدوري الألماني | 28     | 10      | 4      | 4       | 11     | 2       | 1      | 0       | 44      | 16      | [ 83 ]                      |
| بوروسيا دورتموند | المجموع       | المجموع         | 83     | 22      | 8      | 5       | 23     | 4       | 2      | 0       | 116     | 31      | —                           |
| بايرن ميونخ      | 2013–14       | الدوري الألماني | 27     | 10      | 4      | 1       | 11     | 3       | 3      | 1       | 45      | 15      | [ 27 ] [ 92 ] [ 93 ] [ 94 ] |
| بايرن ميونخ      | 2014–15       | الدوري الألماني | 32     | 9       | 4      | 2       | 11     | 4       | 1      | 0       | 48      | 15      | [ 95 ]                      |
| بايرن ميونخ      | 2015–16       | الدوري الألماني | 14     | 3       | 2      | 1       | 4      | 2       | 1      | 0       | 21      | 6       | [ 96 ] [ 97 ]               |
| بايرن ميونخ      | المجموع       | المجموع         | 73     | 22      | 10     | 4       | 26     | 9       | 5      | 1       | 114     | 36      | —                           |
| بوروسيا دورتموند | 2016–17       | الدوري الألماني | 11     | 1       | 1      | 0       | 4      | 1       | 0      | 0       | 16      | 2       | [ 98 ]                      |
| بوروسيا دورتموند | 2017–18       | الدوري الألماني | 18     | 2       | 0      | 0       | 9      | 0       | 0      | 0       | 27      | 2       | [ 28 ]                      |
| بوروسيا دورتموند | 2018–19       | الدوري الألماني | 26     | 7       | 2      | 0       | 6      | 0       | —      | —       | 34      | 7       | [ 94 ]                      |
| بوروسيا دورتموند | 2019–20       | الدوري الألماني | 11     | 3       | 2      | 0       | 3      | 0       | 0      | 0       | 16      | 3       |                             |
| بوروسيا دورتموند | المجموع       | المجموع         | 71     | 13      | 5      | 0       | 22     | 1       | 0      | 0       | 98      | 14      | —                           |
| المجموع الكلي    | المجموع الكلي | المجموع الكلي   | 227    | 57      | 23     | 9       | 71     | 14      | 7      | 1       | 328     | 81      | —                           |

- 1.^تشمل كأس ألمانيا.
- 2.^تشمل دوري أبطال أوروبا والدوري الأوروبي.
- 3.^تشمل كأس السوبر الألماني، كأس السوبر الأوروبي وكأس العالم للأندية.

### المنتخب
آخر تحديث 24 يناير 2018.
| ألمانيا | ألمانيا | ألمانيا |
| العام   | الظهور  | الأهداف |
| ------- | ------- | ------- |
| 2010    | 1       | 0       |
| 2011    | 11      | 2       |
| 2012    | 8       | 1       |
| 2013    | 6       | 3       |
| 2014    | 15      | 7       |
| 2015    | 7       | 3       |
| 2016    | 14      | 1       |
| 2017    | 1       | 0       |
| المجموع | 63      | 17      |

### الأهداف الدولية
قائمة الأهداف والنتائج مع منتخب ألمانيا الأول.
| #   | التاريخ        | المكان                               | المنافس          | هدفه  | النتيجة | المنافسة                     |
| --- | -------------- | ------------------------------------ | ---------------- | ----- | ------- | ---------------------------- |
| 1   | 10 أغسطس 2011  | مرسيدس بنز أرينا، شتوتغارت           | البرازيل         | 2 – 0 | 3 – 2   | ودية                         |
| 2   | 2 سبتمبر 2011  | فيلتينس أرينا، غلزنكيرشن             | النمسا           | 6 – 2 | 6 – 2   | تصفيات بطولة أمم أوروبا 2012 |
| 3   | 7 سبتمبر 2012  | أي دبليو دي-أرينا، هانوفر            | جزر فارو         | 1 – 0 | 3 – 0   | تصفيات كأس العالم 2014       |
| 4   | 22 مارس 2013   | أستانا أرينا، أستانا                 | كازاخستان        | 2 – 0 | 3 – 0   | تصفيات كأس العالم 2014       |
| 5   | 26 مارس 2013   | ملعب نورنبرغ، نورنبرغ                | كازاخستان        | 2 – 0 | 4 – 1   | تصفيات كأس العالم 2014       |
| 6   | 15 أكتوبر 2013 | فراندز أرينا، بلدية سولنا            | السويد           | 2 – 2 | 5 – 3   | تصفيات كأس العالم 2014       |
| 7   | 5 مارس 2014    | مرسيدس بنز أرينا، شتوتغارت           | تشيلي            | 1 – 0 | 1 – 0   | ودية                         |
| 8   | 6 يونيو 2014   | كوفاس أرينا، ماينتس                  | أرمينيا          | 5 – 1 | 6 – 1   | ودية                         |
| 9   | 6 يونيو 2014   | كوفاس أرينا، ماينتس                  | أرمينيا          | 6 – 1 | 6 – 1   | ودية                         |
| 10  | 21 يونيو 2014  | ملعب كاستيلاو، فورتاليزا             | غانا             | 1 – 0 | 2 – 2   | كأس العالم 2014              |
| 11  | 13 يوليو 2014  | ملعب ماراكانا، ريو دي جانيرو         | الأرجنتين        | 1 – 0 | 1 – 0   | نهائي كأس العالم 2014        |
| 12  | 3 سبتمبر 2014  | اسبرت أرينا، دوسلدورف                | الأرجنتين        | 2 – 4 | 2 – 4   | ودية                         |
| 13  | 14 نوفمبر 2014 | ملعب نورنبرغ، نورنبرغ                | جبل طارق         | 3 – 0 | 4 – 0   | تصفيات بطولة أمم أوروبا 2016 |
| 14  | 10 يونيو 2015  | ملعب راين إنرجي، كولونيا             | الولايات المتحدة | 1 – 0 | 1 – 2   | ودية                         |
| 15. | 4 سبتمبر 2015  | كومرتسبانك أرينا، فرانكفورت، ألمانيا | بولندا           | 2 – 0 | 3 - 1   | تصفيات بطولة أمم أوروبا 2016 |
| 16. | 4 سبتمبر 2015  | كومرتسبانك أرينا، فرانكفورت، ألمانيا | بولندا           | 3 – 1 | 3 - 1   | تصفيات بطولة أمم أوروبا 2016 |
| 17. | 29 مارس 2016   | أليانز أرينا، ميونخ، ألمانيا         | إيطاليا          | 2 – 0 | 4 – 1   | ودية                         |

## الإنجازات

### الجماعية

#### النادي
بوروسيا دورتموند
- الدوري الألماني (2): 2010–11، 2011–12
- كأس ألمانيا (1): 2011–12، 2016–17
- دوري أبطال أوروبا الوصيف: 2012–13
- كأس السوبر الألماني (1): 2019

بايرن ميونيخ
- الدوري الألماني (3): 2013–14، 2014–15، 2015–16
- كأس ألمانيا (2): 2013–14، 2015–16
- كأس السوبر الأوروبي (1): 2013
- كأس العالم للأندية (1): 2013

#### المنتخب
- كأس العالم (1): 2014.[35]
- بطولة أوروبا تحت 17 سنة (1): 2009.[99]

### الفردية
- بطولة أوروبا تحت 17 سنة اللاعب الذهبي (1): 2009.[100]
- بطولة أوروبا تحت 17 سنة فريق البطولة (1): 2009 [101]
- ميدالية فريتز فالتر: الميدالية الذهبية تحت 18 سنة[102]
- ميدالية فريتز فالتر : الميدالية الذهبية تحت 18 سنة[102]
- الدوري الألماني أفضل لاعب شاب (1): 2010–11
- كيكر الدوري الألماني فريق الموسم (2): 2010–11، 2012–13
- توتوسبورت الفتى الذهبي (1): 2011[103]
- هدف الشهر (ألمانيا) (1): يوليو 2014
- هدف السنة (ألمانيا) (1): 2014
- فضية لوريل ليف (1): 2014

## وصلات خارجية
- ماريو غوتزه على موقع IMDb (الإنجليزية)
- ماريو غوتزه على موقع قاعدة بيانات الفيلم (الإنجليزية)

- ماريو غوتزه على موقع الاتحاد الدولي (مؤرشف)  (الإنجليزية)
- ماريو غوتزه على موقع الاتحاد الأوربي (الإنجليزية)
- ماريو غوتزه على موقع قاعدة بيانات كرة القدم.إي يو (الإنجليزية)
- ماريو غوتزه على موقع بيانات كرة القدم. دي إي (الألمانية)
- ماريو غوتزه على موقع ليكيب (الفرنسية)
- ماريو غوتزه على موقع ناشيونال فوتبول تيمز (الإنجليزية)
- ماريو غوتزه على موقع Soccerbase.com (لاعب) (الإنجليزية)
- ماريو غوتزه على موقع Soccerway.com (الإنجليزية)
- ماريو غوتزه على موقع عالم كرة القدم.نت (الإنجليزية)
- ماريو غوتزه على موقع AS.com (الإسبانية)